# Tim und Struppi im Sonnentempel
Tim und Struppi im Sonnentempel (Originaltitel:  Tintin et le temple du soleil) ist ein französisch-belgisch-schweizerischer Zeichentrickfilm aus dem Jahr 1969 von Eddie Lateste. Das Drehbuch stammt von dem belgischen Comiczeichner und Erfinder der „Tim-und-Struppi-Geschichten“ Hergé und beruht auf dessen Band 14 „Der Sonnentempel“, nimmt sich jedoch in der Handlung einige Freiheiten. Zum ersten Mal ins Kino kam der Film am 13. Dezember 1969 in Frankreich. In Deutschland hatte er seine Premiere erst am 18. Dezember 1970.

## Handlung
Eine europäische Expedition hat aus den Anden in ahnungsloser Leichtigkeit eine kultisch verehrte Inka-Mumie mitgebracht, worauf die Teilnehmer in Europa nacheinander in einen geheimnisvollen Tiefschlaf fallen. Die Medien berichten vom Fluch der Inka-Mumie, in Wahrheit werden die Expeditionsteilnehmer aber von aus Peru angereisten Indianern überfallen und mit einer in Kristallkugeln aufbewahrten Substanz in den Tiefschlaf geschickt.
Als auch der letzte Teilnehmer der Expedition, der sich zu seinem Schutz im Schloss Mühlenhof bei Tim, seinem Hündchen Struppi und seinen Freunden, dem polternden Kapitän Haddock, dem zerstreuten Professor Bienlein und dem trotteligen Detektiv-Duo Schulz & Schulze aufhält, der Rache der Indianers zum Opfer fällt, werden die Täter entdeckt und diese fliehen, zusammen mit Professor Bienlein, der sich den heiligen Armreif der Mumie umgelegt hatte. Tim und seine Freunde verfolgen die Entführer bis nach Peru. Die Entführer sind ihnen durch Unterstützung aus der hiesigen Bevölkerung immer einen Schritt voraus und schaffen den Professor ins Landesinnere zum Sonnentempel. So überleben die Freunde nur knapp einen Anschlag auf ihren Eisenbahnwaggon und stoßen anschließend bei der Bevölkerung auf eine Mauer des Schweigens. Allerdings beschützt Tim den kleinen Indianer Zorino vor Rüpeln und zum Dank will Zorino ihnen den Weg zum Sonnentempel zeigen.
Auf einer gefahrvollen Reise durch die Berge und den Dschungel, vorbei an „Indios“ und wilden Tieren, schaffen es die Freunde schließlich bis zum verborgenen Sonnentempel – und werden dann doch noch am Ziel gefangen. Schon droht auch ihnen der Opfertod, dessen Stunde sie selbst bestimmen dürfen. Dabei plant aber Tim eine nahe bevorstehende Sonnenfinsternis geschickt mit ein. Als der Sonnengott nun das Opfer „erzürnt zurückweist“, steht den Gefangenen nicht nur die Heimkehr offen, sondern sogar die Schatzkammer. Sie wünschen sich aber nur, dass auch die sieben Tiefschläfer in der Heimat endlich aufwachen. Der Wunsch wird ihnen erfüllt.

## Synchronisation
Die deutsche Erstaufführung des Films war am 18. Dezember 1970. Die Synchronisation erfolgte bei der Deutschen Synchron in West-Berlin. Das Dialogbuch schrieb Karlheinz Brunnemann, welcher auch die Dialogregie führte. Die Liedtexte übersetzte Heinrich Riethmüller, der auch für die musikalische Leitung verantwortlich war. 1982 wurde der Film ein zweites Mal für eine VHS-Veröffentlichung synchronisiert, diese Fassung wurde auch auf Tele 5 ausgestrahlt. Generell wird die erste Synchronisation vertrieben.
| Rolle                                           | Französischer Sprecher                                                 | Synchronsprecher (Kino 1970)                                                        | Synchronsprecher (VHS 1982) |
| ----------------------------------------------- | ---------------------------------------------------------------------- | ----------------------------------------------------------------------------------- | --------------------------- |
| Tim                                             | Philippe Ogouz                                                         | Ernst Jacobi                                                                        | Diether Krebs               |
| Kapitän Haddock                                 | Claude Bertrand                                                        | Arnold Marquis                                                                      | Wolfgang Grönebaum          |
| Professor Bienlein                              | Alfred Pasquali                                                        | Franz Otto Krüger                                                                   | Harald Meister              |
| Schulze und Schultze                            | Guy Piérauld Paul Rieger                                               | Gerd Duwner Martin Hirthe                                                           | Hans Künster                |
| Moderator                                       | Roland Ménard                                                          | Siegmar Schneider                                                                   | Hans Künster                |
| Inkas                                           | Serge Nadaud Jacques Jouanneau Albert Augler Henry Djanik Bachir Toure | Jochen Schröder Rainer Brandt Joachim Kemmer Karlheinz Brunnemann Michael Chevalier | Hans Künster                |
| Nestor (hier: Hektor)                           | Bernard Musson                                                         | Franz Otto Krüger                                                                   | ?                           |
| Zorrino                                         | Lucie Dolène                                                           | Stefan Krause Susanne Tremper (Gesang)                                              | ?                           |
| Regisseur                                       | Jacques Balutin                                                        | Gerd Martienzen                                                                     | ?                           |
| Großer Inka                                     | Jean Michaud                                                           | Wilhelm Borchert                                                                    | ?                           |
| Maita                                           | Limette Lemercier                                                      | Ina Patzlaff                                                                        | ?                           |
| Professor Birnbaum (hier: Professor Bergamotte) | André Valmy                                                            | Eduard Wandrey                                                                      | ?                           |
| Chefarzt                                        | Serge Nadaud                                                           | Friedrich W. Bauschulte                                                             | ?                           |
| stotternder Hafenarbeiter                       | Jacques Balutin                                                        | Klaus Miedel                                                                        | ?                           |
| Kommissar                                       | Jean-Henri Chambois                                                    | Fritz Tillmann                                                                      | ?                           |

## Kritik
Das Lexikon des internationalen Films bemerkt lapidar, bei dem Werk handle es sich um eine „bunte und turbulente Unterhaltung für Liebhaber des Genres“. In der Onlineausgabe heißt es: „Bei schwacher Animation bietet der Film immer noch Zeit für einige reizvolle Einfälle, die den Unterhaltungswert sichern. Der Film ist gewiß keine Unterhaltung für ganz kleine Zuschauer, sondern eine ironische Abrechnung mit den Agentenfilmen seiner Zeit.“ Der Evangelische Film-Beobachter fasst seine Kritik so zusammen: „Eine hübsche Geschichte voll kindertümlicher Spannung, die allen gefallen wird.“  Die Filmbewertungsstelle Wiesbaden erteilte dem Werk das Prädikat „Wertvoll“.

## Trivia
Columbus hatte am 29. Februar 1504 die Einwohner Jamaikas auf ähnliche Weise mit einer Mondfinsternis beeindruckt.